# Warren Carter
Warren Renard Carter (Dallas, Texas, 23 de abril de 1985) es un jugador de baloncesto estadounidense que disputó como profesional ocho temporadas. con 2,06 metros de altura, jugaba de ala-pívot.

## Trayectoria
Carter jugó en los Illinois Fighting Illini de la Universidad de Illinois en Urbana-Champaign de la NCAA. En 2007 llegó a Europa para jugar en la Liga de Baloncesto de Turquía, y en 2008 llegó a la ACB al fichar por el Cajasol, aunque durante la temporada fue dado de baja. En 2009 fue contratado por el B. K. Ventspils de Letonia.
El 11 de septiembre de 2009 fichó por New York Knicks de la NBA, pero fue cortado el 7 de octubre sin llegar a debutar.
[actualizar]